# Лабранда
Лабра́нда (др.-греч. Λάβρανδα) — античный город в Карии, исторической области в Малой Азии. Известный в древности религиозный центр карийцев — святилище Зевса Лабрандейского.

У миласийцев есть 2 святилища Зевса: одно — так называемого Зевса Осого; другое — Зевса Лабрандинского. Первое находится в городе, а Лабранды — селение вдали от города, на горе, вблизи прохода из Алабанд в Миласы. В Лабрандах есть древний храм и деревянная статуя Зевса Стратия, почитаемая окрестными жителями и миласийцами. От святилища до города идёт мощеная дорога длиной почти что 60 стадий, называемая священной; по ней движутся священные праздничные процессии. Жреческие должности всегда пожизненно занимают знатнейшие граждане. Эти храмы принадлежат собственно городу, третий же храм — Зевса Карийского — является общим святилищем всех карийцев; в нём имеют долю как братья лидийцы и мисийцы. Рассказывают, что в древности Миласы были простым селением, родиной и местопребыванием карийских царей из рода Гекатомна. Город ближе всего к морю у Фиска, который является якорной стоянкой для миласийцев.— Страбон.
В настоящее время находится на территории Турции в 14 километрах от Миляса, в провинции провинции Мугла.

## История

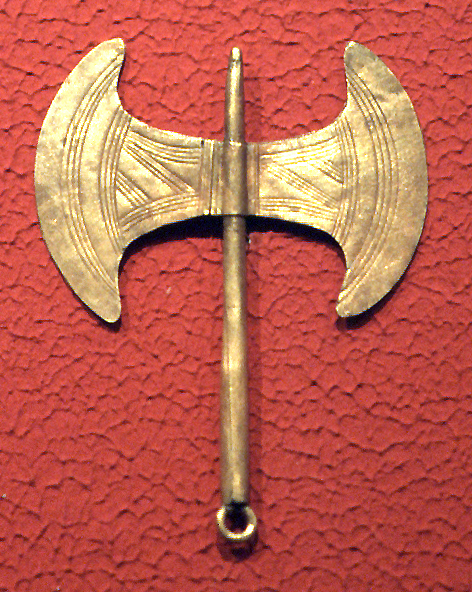
Минойский золотой двухсторонний топор — лабрис.

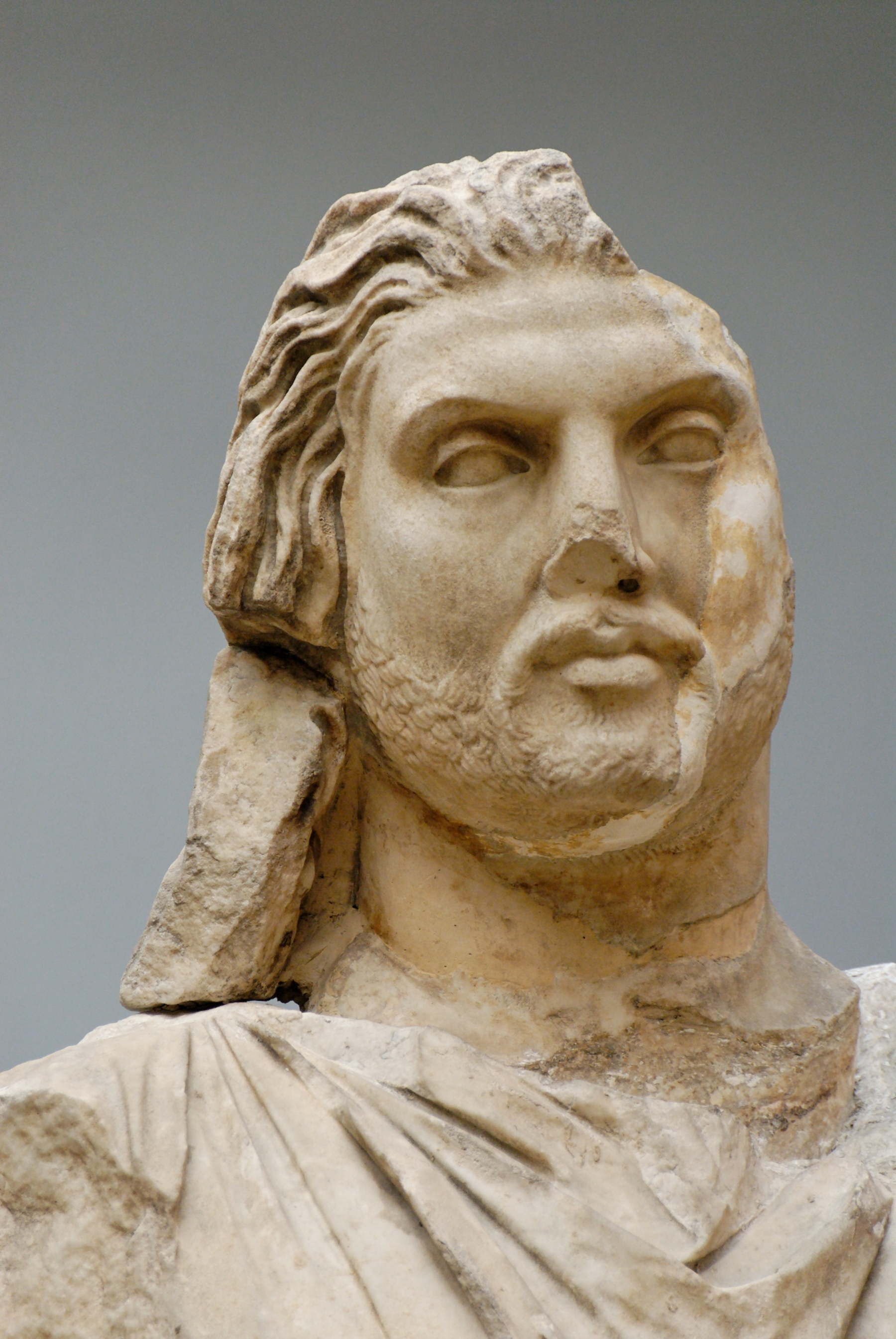
Предположительно, статуя Мавсола. Найдена среди руин мавзолея в Галикарнасе.

Древнейшие археологические находки, обнаруженные на территории города — остатки керамики, относятся к середине VII века до н. э.
Самое раннее, обнаруженное архитектурное сооружение датируется VI веком до н. э.. По всей видимости, это фрагменты храма, располагавшегося здесь до постройки в IV веке до н. э. храма Зевса.
В 540-е годы до н. э. после того, как персидский царь Кир II Великий, захватив город Сарды и пленив церя Крёза, подчинил себе соседнее Лидийское царство, земли Карии попадают под власть Империи Ахеменидов. Завоёванные территории были разделены на военно-административные округа — сатрапии, в основном совпадающие по границам с расположенными на них прежде государств. Во главе каждой сатрапии был назначен наместник — сатрап (др.-перс. xšaθrapāvan — хранитель царства), обладавший военной и гражданской властью.
Во время правления Дария I наместник соседнего Милета, Аристагор, опасаясь лишения власти за неудачную попытку овладеть островом Наксос, решает поднять восстание против центральной власти в Персии. Ему удаётся добиться поддержки у малоазийских греческих городов, в результате чего восстание распространилось на Эолию, Карию, Ликию и, даже, Кипр.
В 497 году до н. э. недалеко от Лабранды произошла битва между мятежниками и персидскими силами, под руководством военачальника Давриса, зятя Дария I.

… персы подошли к Меандру и переправились через него. Жестокая битва персов с карийцами произошла у реки Марсия и длилась долго; наконец персы одолели своей численностью. Персов пало 2000, а карийцев 10000. Беглецы с поля битвы были вынуждены укрыться в Лабранды, в святилище Зевса Стратия, именно в огромной священной платановой роще (карийцы же, насколько известно, единственный народ, который приносит жертвы Зевсу Стратию). Так вот, укрывшиеся там беглецы стали держать совет, как им спастись: сдаться ли персам или же лучше совершенно покинуть Азию.— Геродот.
Вскоре восстание было полностью подавлено. Власть персов в Малой Азии была восстановлена.
В 385 году до н. э. царь Артаксеркс II назначил сатрапом Карии местного правителя Гекатомна, который стал основателем династии Гекатомнидов, состоящей из его детей. Именно при Гекатомнидах, последовательно правивших до прихода Александра Македонского в 334 году до н. э., в Лабранде было построено большинство дошедших до нас строений.
Гекатомн и его дети, главным образом, Мавсол (для погребения которого был сооружён знаменитый галикарнасский мавзолей, одно из семи чудес света) и Идрией, уделяли огромное внимание Лабранде. От Миляса до святилища была проложена священная дорога, фрагменты которой сохранились до наших дней. По всей видимости, представители правящей династии одновременно являлись и верховными жрецами святилища и право это было пожизненным и передавалось по наследству.
В 335 —- 334 годах до н. э., во время ежегодного торжественного жертвоприношения, была попытка покушения на Мавсола, но охрана её предотвратила.
Около 240 года до н. э. верховный жрец Коррис жалуется царю Селевку II, что Миляс незаконно удерживает доходы и священные земли, принадлежащие святилищу.
После большого пожара в IV веке святилище начинает приходить в упадок.
Начиная с 1948 года на территории святилища шведскими специалистами ведутся археологические раскопки.

## Достопримечательности

### Южныепропилеи

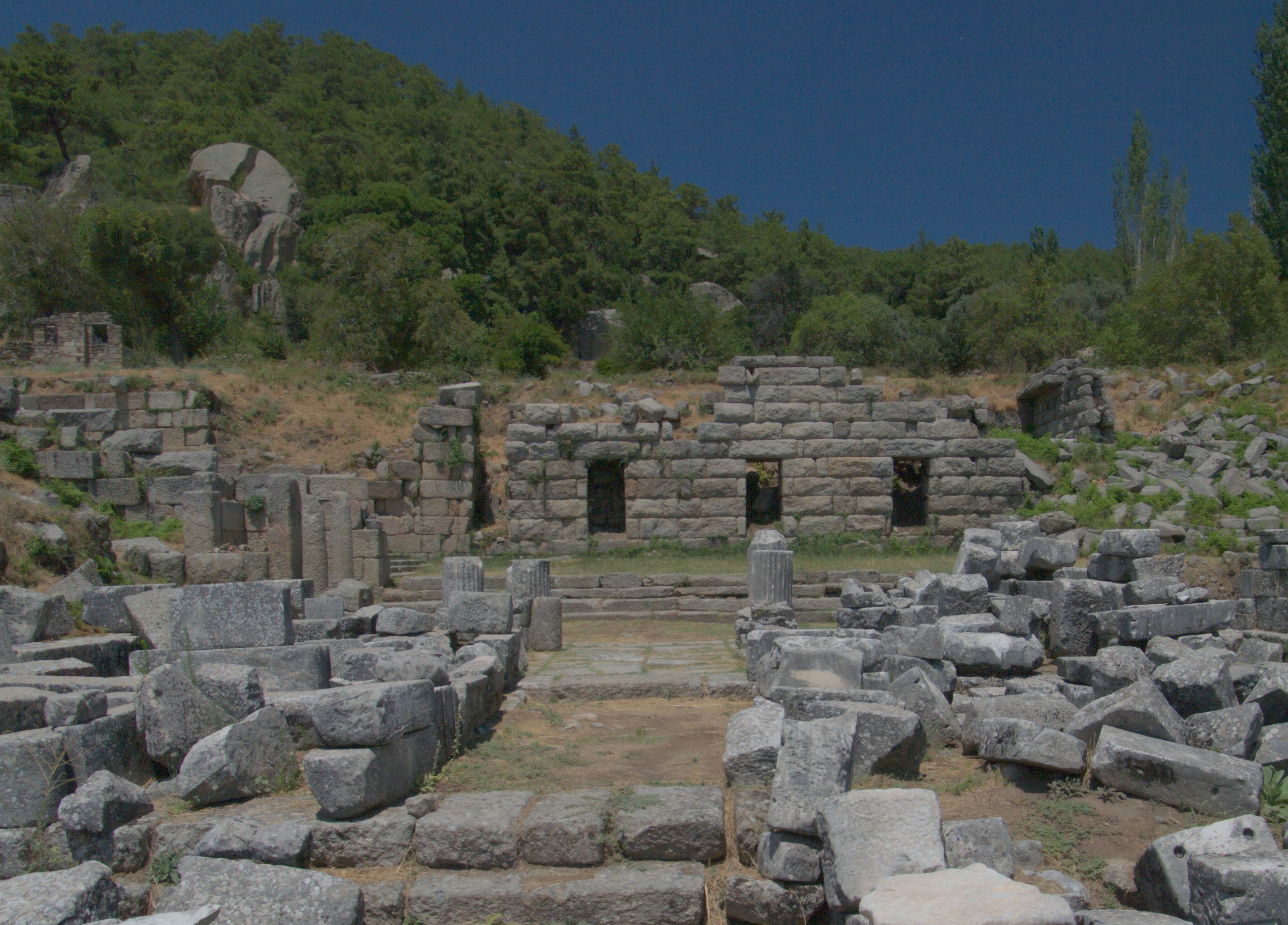
Южные пропилеи.

Построены во время правления Идриея. Фасад был украшен двумя высокими (5,4 метра) мраморными ионическими колоннами.

### «Дорическое строение»
Названо так из-за четырёх дорических колонн. Среди фрагментов здания сохранилась надпись: «Идрией — сын Гекатомна из Миляса» (др.-греч. IΔPIEYΣ EKATOMNΩ MYΛAΣEYΣ ANEΘHKE). В римское время здание входило в комплекс «восточных» бань. Внутри располагался бассейн с водой, который в византийское время, предположительно, использовался для ритуальных омовений, совершаемых перед службой в храме.

### «Восточные бани» иВизантийскаябазилика
Бани построены в I веке н. э. на средства Клавдия Менелоса (лат. Tiberios Klaudios Menelaos), предположительно, состоятельного жителя соседнего Миляса.
В конце IV — начале V века н. э., рядом с банями построена христианская церковь с белым мраморным полом, одной апсидой. Особенностью церкви является отсутствие колонн внутри помещения.

### Храм Зевса

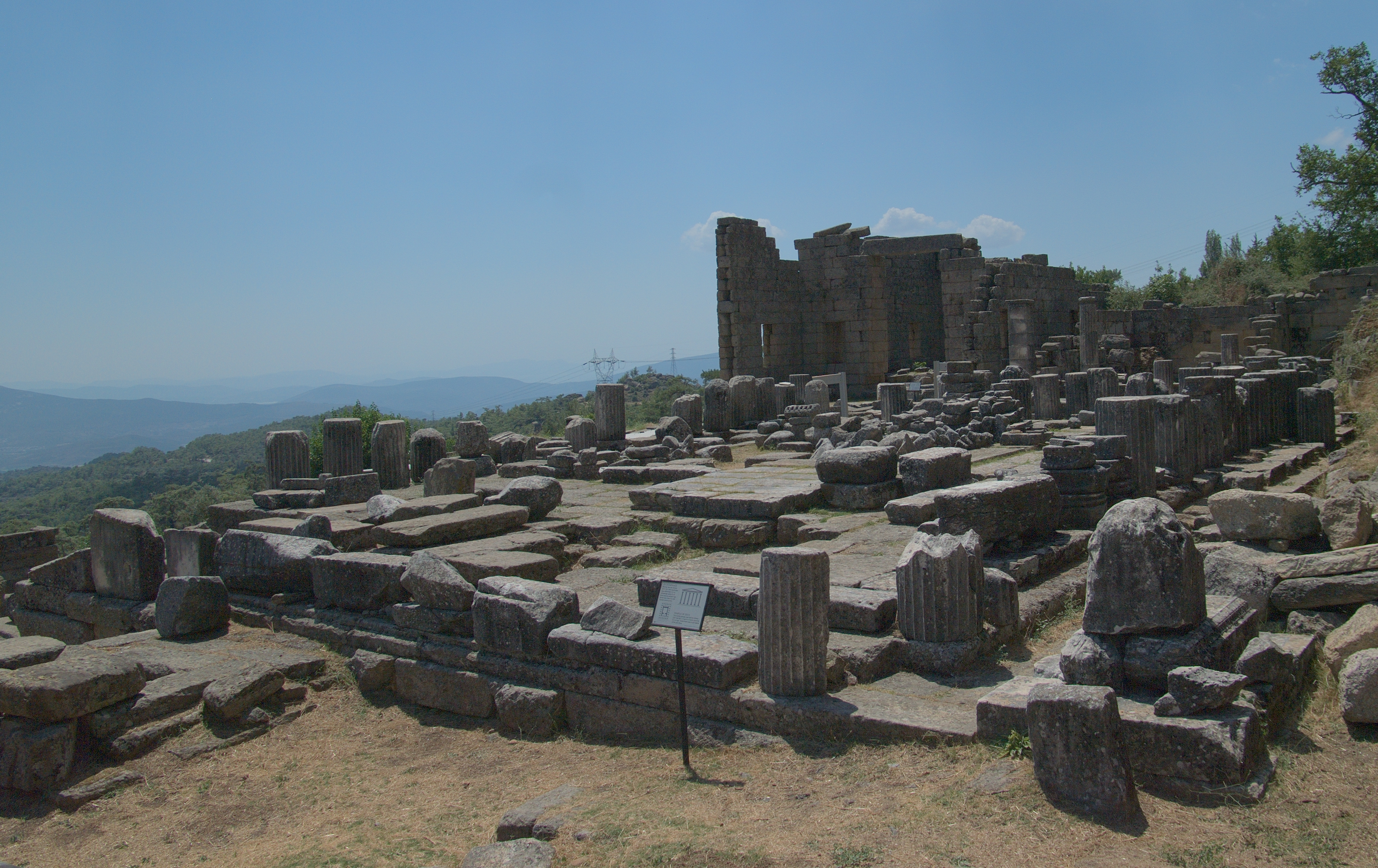
Храм Зевса Лабрандейского.

Построен во время правления Идриея (351—344 годы до н. э.).
Храм Зевса — центральное сооружение святилища. Посвящён Зевсу Лабрандейскому (др.-греч. Λαβρανδεύς). Мраморный храм, окружённый ионической колоннадой (6×8 колонн 6,4 метра высотой). Внутри располагалась статуя Зевса. Согласно дошедшим изображениям на монетах и барельефах, в правой руке Зевс держал копьё, а в левой — двойной топор — лабрис.

Почему в руке у Зевса Лабрадейского в Карии не скипетр и не перун, а боевой топор?

Дело в том, что Геракл, сразив Ипполиту, захватил среди прочего её вооружения боевой топор и подарил его Омфале. После Омфалы лидийские цари носили и почитали его наряду с другими священными предметами, унаследованными от предшественников. Так было до Кандавла. Кандавл же, ни во что его не ставя, передал топор одному из товарищей; а когда Гигес отложился от Кандавла и пошёл на него войной, из Миляса в помощь Гигесу пришёл с войском Арселис, убил и Кандавла, и его товарища, и топор с остальной добычей привёз в Карию. И здесь, посвящая статую Зевсу, он вложил ему в руку боевой топор и назвал этого Зевса Лабрандейским, потому что боевой топор у лидийцев называется «лабрисом».— Плутарх.
Из-за сходства с храмом Афины в расположенной неподалёку Приене есть предположение, что храм Зевса построен известным архитектором Пифеем, являющимся также автором знаменитого Мавзолея в Галикарнассе.
В бассейне, находившемся у храма, плавали ручные рыбы с золотыми ошейниками и кольцами. Эти рыбы использовались для предсказаний. Им задавали вопросы и протягивали пищу. Если рыба съедала протянутое, то считалось, что ответ на вопрос является положительным.

### Восточный портик

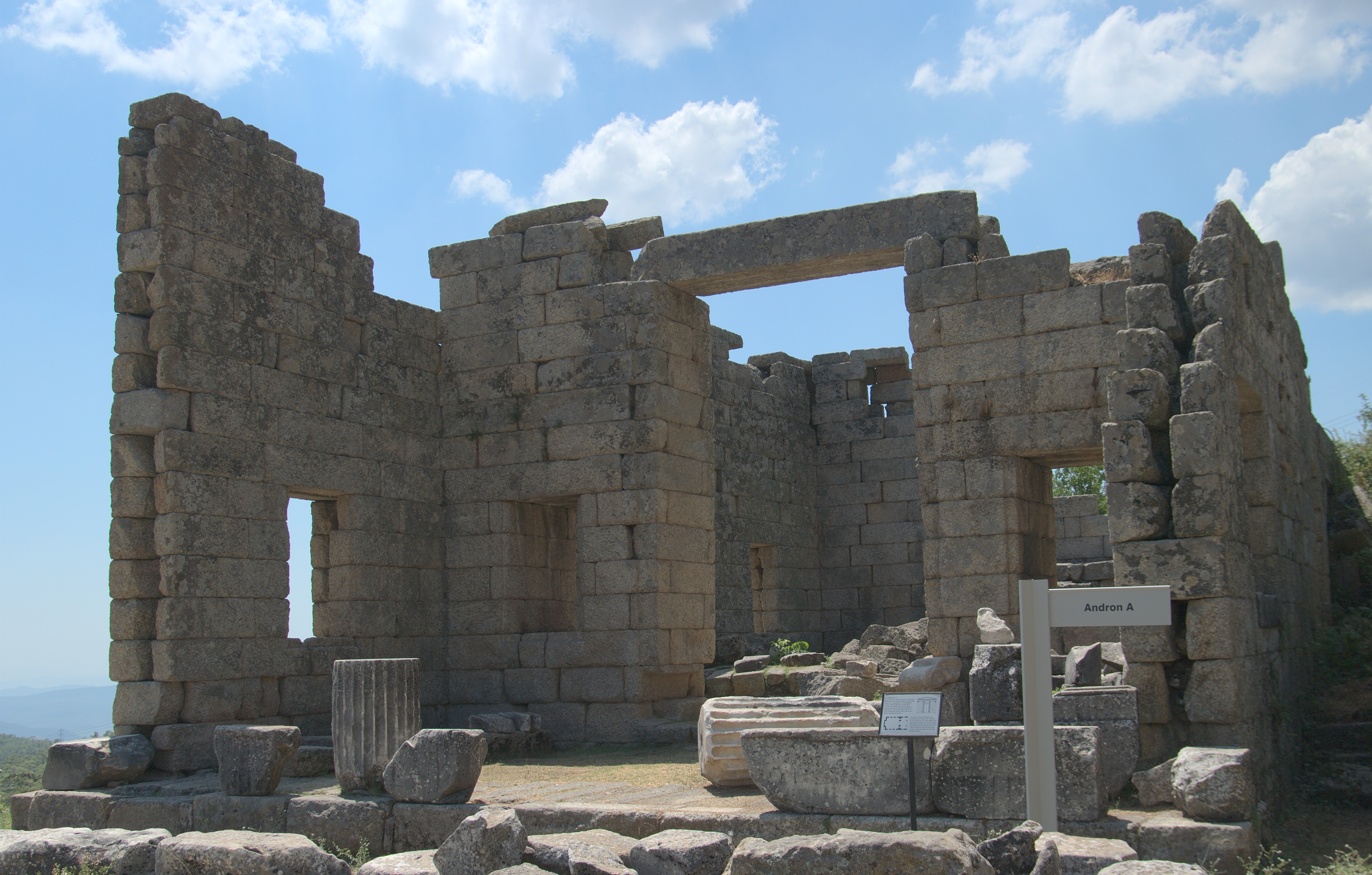
Андрон А.

IV век до н. э. Портик, длиной 44,5 метра украшен мраморными дорическими колоннами высотой 4 метра. За колоннадой располагались четыре квадратные комнаты, оборудованные скамьями для проведения ритуальных пиршеств во время религиозных праздников.

### Андрон Мавсола (Андрон Б)

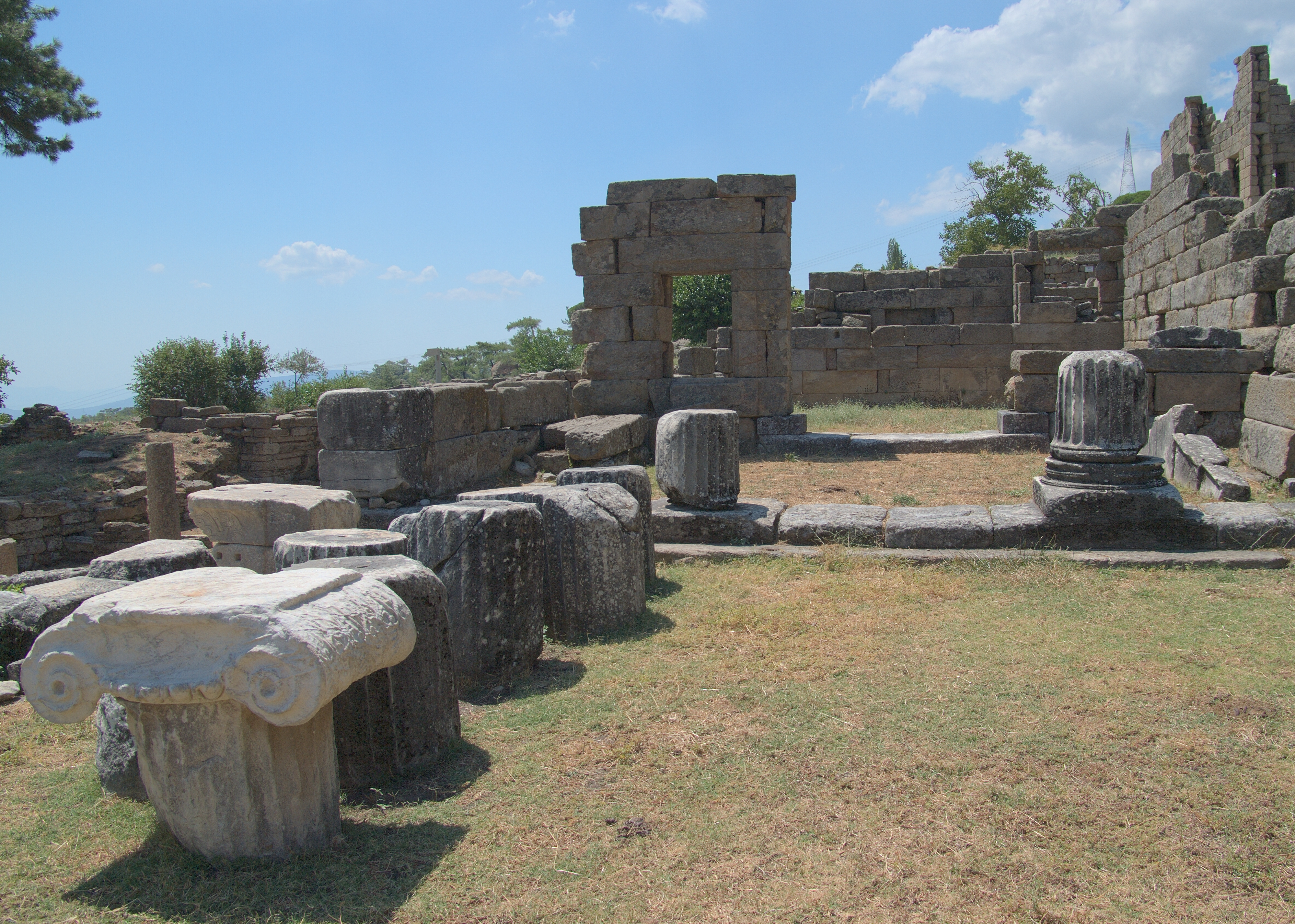
Андрон Б.

Андрон Мавсола (др.-греч. ανδρών — мужская комната) — помещение для проведения ритуальных пиршеств. Построен Мавсолом (377—352 годы до н. э.) 10.5 м высота и 12 м ширина мраморного фасада с двумя ионическими колоннами и дорическим фризом с триглифами. Внутри — скамьи вдоль стен для проведения ритуальных пиршеств. В трёх нишах на задней стене, предположительно, размещались статуи Зевса, Мавсола, его сестры и жены Артемисии II.

### Андрон Идриея (Андрон A)
Андрон Идриея. Построен при Идриее, о чём гласит обнаруженная надпись: «Идрией, сын Гекатомна из Миляса, посвящает андрон Зевсу Лабрандейскому» (др.-греч. IΔPIEYΣ EKATOMNΩ MYΛAΣEYΣ ANEΘHKE TON ANΔPΩNA ΔII ΛAMBRAYNΔΩI). Внутри вдоль стен были расположены скамьи, на которых размещались пирующие. В нишах на задней стене, предположительно, находились статуи Зевса, Идриея и его сестры и жены Ады.

### Северный портик

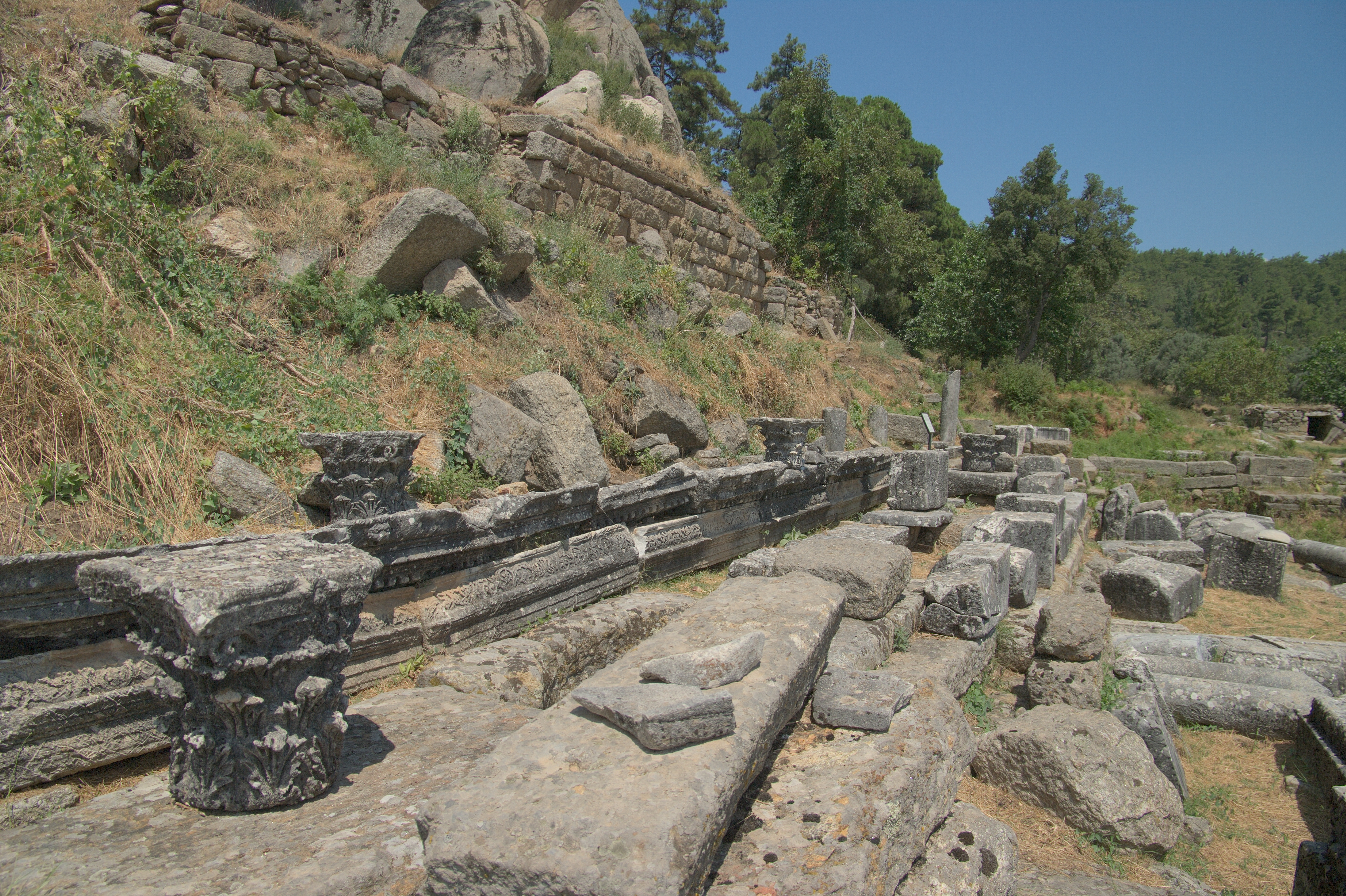
Северный портик.

Изначально построен во время правления Мавсола. Восстановлен и частично перестроен между 102 и 114 годом жрецом Полиетом. Фасад был дополнительно украшен двенадцатью мраморными 4-метровыми коринфскими колоннами.

## Прочее
- Гробница конца IV века до н. э. с пятью каменными саркофагами.
- Стадион
- Некрополь V века до н. э..
- Крепость на акрополе, предположительно IV век до н. э. Внутри находятся строения, возможно казармы. Окружена 9 башнями, также вокруг находятся 5 отдельно стоящих башен.